# Sphyrospermum weberbaueri
Sphyrospermum weberbaueri är en ljungväxtart som först beskrevs av Hørold, och fick sitt nu gällande namn av A. C. Smith. Sphyrospermum weberbaueri ingår i släktet Sphyrospermum och familjen ljungväxter. Inga underarter finns listade i Catalogue of Life.